# Język kota (bantu)
Język kota, także: ikota, kuta, kotu – język z rodziny bantu, używany w Gabonie, Kamerunie i Kongu. W 1971 roku liczba mówiących tym językiem wynosiła ok. 28 tysięcy a w 2007 roku ok. 25 tys.. Na język kota przetłumaczono fragmenty Biblii.
W klasyfikacji Guthriego zaktualizowanej przez J.F. Maho język kota zaliczono do języków kele grupy geograficznej języków bantu B, a jego kod to B25.